# Битва в Сантьяго (футбол)
Битва в Сантьяго (італ. Battaglia di Santiago, ісп. Batalla de Santiago) — усталена назва футбольного матчу в рамках групового етапу чемпіонату світу 1962 року між господарями змагання, збірною Чилі, та збірною Італії, який відбувся 2 червня 1962 року в Сантьяго. Гра отримала назву через численні прояви неспортивної поведінки з боку гравців обох команд та відверті грубощі на футбольному полі, які, зокрема, чотири рази вимагали втручання поліції для вгамування пристрастей. Гру судив англієць Кен Астон, який, отримавши досвід роботи на грі з подібним рівнем пристрастей, згодом увійшов до історії футболу як винахідник жовтої та червоної карток.

## Передумови
Вважається, що взаємна жорстокість чилійських та італійських гравців була спровокована італійськими спортивними журналістами Антоніо Гіреллі та Коррадо Піццінеллі, які у своєму репортажі з місця проведення світової першості дали жорстку і принизливу характеристику Сантьяго і чилійцям. Зокрема, описуючи чилійську столицю, італійці назвали Сантьяго «болотом, в якому телефони не працюють, таксі є такою ж рідкістю як вірні чоловіки, а вартість телеграми в Європу є захмарною», мешканці якого «недоїдають і страждають від неписемності, алкоголізму та бідності». Загалом італійська преса зазначала, що рішення про проведення чемпіонату світу в Чилі було «чистим безумством», характеризуючи країну і її населення як «жалюгідних і відсталих».
Коли відомості про подібні публікації в італійській пресі сягнули Чилі, яка дійсно перебувала у важкій економічній і соціальній ситуації, у тому числі через спустошливі наслідки найпотужнішого в історії спостережень Великого чилійського землетрусу, який зокрема негативно вплинув і безпосередньо на підготовку світової першості, реакція у цій країні була очікуваною. Чилійські газети описали італійців «фашистами, мафіозі, розпусниками, а також, на тлі допінгового скандалу в міланському «Інтернаціонале», наркоманами». Італійські журналісти поспішили залишити Чилі, а одного з їх аргентинських колег, якого в барі прийняли за італійця, жорстоко побили.

## Гра

### Події
Перше порушення правил у грі, учасники якої були від початку були налаштовані на безкомпромісну, жорстку та навіть жорстоку гру, було зафіксоване вже на 12-й секунді, після чого гра регулярно зупинялася через порушення правил з боку гравців обох команд. На восьмій хвилині гри арбітр матчу вилучив італійця Джорджо Ферріні за фол на Оноріно Ланді, утім гравець відмовився залишати поле, і врешті-решт був силою виведений за його межі поліцейськими. Згодом арбітр залишив поза увагою удар в обличчя італійського захисника Маріо Давіда з боку нападника чилійців Леонеля Санчеса, на якому Давід порушив правила декількома секундами раніше. Однак невдовзі вже сам Давід вирішив помститися своєму візаві, стрибнувши ногою в голову Санчеса, за що був також відразу ж видалений з поля.
Подальша гра була наповнена жорсткими підкатами, плюванням гравців одне в одного та штовханиною, для припинення якої на полі ще тричі з'являлася поліція. При цьому вилучень з поля більше не було, тож другий тайм італійці повність провели удев'ятьох проти одинадцяти суперників. Їм вдавалося успішно захищатися до 73-ї хвилини, на якій ударом головою рахунок матчу відкрив Хайме Рамірес. Наприкінці гри Хорхе Торо дальнім ударом подвоїв перевагу чилійців і встановив остаточний рахунок гри (2:0).

### Наслідки
З турнірної точки зору результат гри, що проходила у другому турі групового етапу, забезпечив чилійцям проходження до стадії плей-оф світової першості, яку вони завершили здобуттям бронзових нагород. Італійці ж врешті-решт, попри перемогу в останній грі у групі, вийти з неї не змогли.
Однак і безпосередньо після матчу, і згодом, основна увага приділялася не його спортивній складовій, а поведінці команд-учасниць. Зокрема, представляючи запис матчу на англійському телебаченні (трансляції матчів турніру в Європі відбувалися, коли кіноплівки із записами доставлялися літаком), спортивний коментатор BBC назвав його «найдурнішим, найжахливішим, найогиднішим і найганебнішим прикладом футбольної гри, ймовірно за всю історію».
Попри висловлені сподівання, що ця перша в історії зустріч футбольних збірних Чилі та Італії буде для них й останньою, жереб звів ці команди в одну групу вже на наступній світовій першості. Гра ЧС-1966 на англійській арені Рокер Парк пройшла без особливих грубощів і завершилася перемогою італійців з рахунком 2:0.

### Протокольні дані
| 2 червня 1962 15:00 CLT (UTC−4) |

| Чилі                 | 2–0      | Італія |
| -------------------- | -------- | ------ |
| Рамірес 73' Торо 87' | Протокол |        |

| Естадіо Насьйональ, Сантьяго Глядачів: 66,057 Арбітр: Кен Астон (Англія) |

| ВР | 1  | Місаель Ескуті     |  |
| ЗХ | 2  | Луїс Ейсагірре     |  |
| ЗХ | 5  | Карлос Контрерас   |  |
| ЗХ | 3  | Рауль Санчес       |  |
| ЗХ | 4  | Серхіо Наварро (к) |  |
| ПЗ | 8  | Хорхе Торо         |  |
| ПЗ | 6  | Еладіо Рохас       |  |
| НП | 7  | Хайме Рамірес      |  |
| НП | 9  | Оноріно Ланда      |  |
| НП | 10 | Альберто Фуїю      |  |
| НП | 11 | Леонель Санчес     |  |

| ВР | 12 | Карло Маттрель      |     |
| ЗХ | 18 | Маріо Давід         | 41' |
| ЗХ | 19 | Франческо Янич      |     |
| ЗХ | 4  | Сандро Сальвадоре   |     |
| ЗХ | 16 | Енцо Роботті        |     |
| ПЗ | 20 | Паріде Тумбурус     |     |
| ПЗ | 21 | Джорджо Ферріні     | 8'  |
| НП | 7  | Бруно Мора (к)      |     |
| НП | 9  | Жозе Алтафіні       |     |
| НП | 8  | Умберто Маскіо      |     |
| НП | 11 | Джампаоло Менікеллі |     |

Бокові арбітри:
- Лео Голдштейн (Ізраїль)
- Фернандо Беурго Елькуас (Мексика)